# Björkö (Mälaren)
Björkö ist eine Insel im Mälaren ungefähr 30 Kilometer westlich von Stockholm. Björkö gehört zur Gemeinde Ekerö.
Björkö umfasst heute eine Fläche von etwa 420 ha, war aber zur Wikingerzeit, als der Mälaren noch eine Bucht der Ostsee war, bedeutend kleiner. Aufgrund postglazialer Landhebung hat sich das Land seitdem um etwa fünf Meter gehoben und der südliche Teil der Insel ist keine eigenständige Insel mehr. Dieser Teil besteht hauptsächlich aus Felsen und unbebauter Moräne, auf dem höchsten Punkt, dem Ingaberg, liegen Steinhügel aus der Bronzezeit.
Auf dem Nordteil der Insel  befand sich vor 1100 Jahren eine kleine aktive Handwerks- und Handelsstadt, Birka. Birkas Lage im Mälaren war strategisch gut gewählt, hier gingen wichtige Handelswege vorbei, sie gaben der Stadt Reichtum und Einfluss. Seit 1993 steht Birka zusammen mit dem benachbarten Hovgården auf Adelsön auf der UNESCO-Liste des Weltkulturerbes. Dort ist auch die Begräbnisstätte des Erzbischofs von Bremen und Hamburg, Unni.
Auf dem höchsten Punkt des nördlichen Inselteiles, innerhalb der ehemaligen Wikinger-Burg, wurde im Jahr 1834 ein altertümliches Steinkreuz, das Ansgar-Kreuz, zur Erinnerung an Ansgars ersten Besuch auf Björkö errichtet. Im Südosten liegt die von Lars Israel Wahlman entworfene Ansgar-Kapelle, 1930 eingeweiht, gebaut aus rotem Sandstein der Insel und mit Skulpturen des Bildhauers Carl Eldh geschmückt. Daneben befindet sich das Dörfchen Björkö, das nunmehr aus nur zwei Anwesen besteht und das vermutlich genauso alt ist wie Birka.

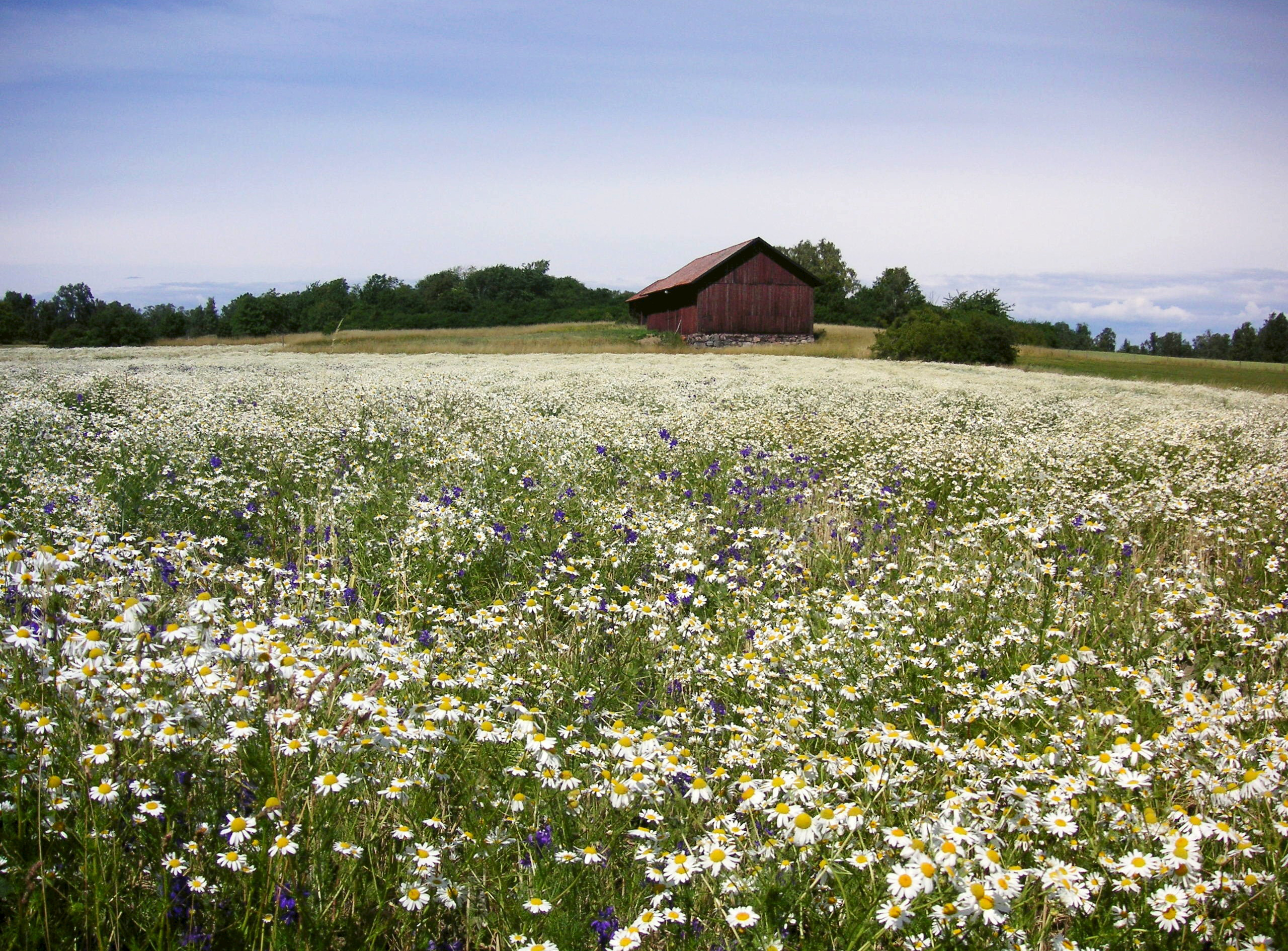
Die Kulturlandschaft auf Björkö
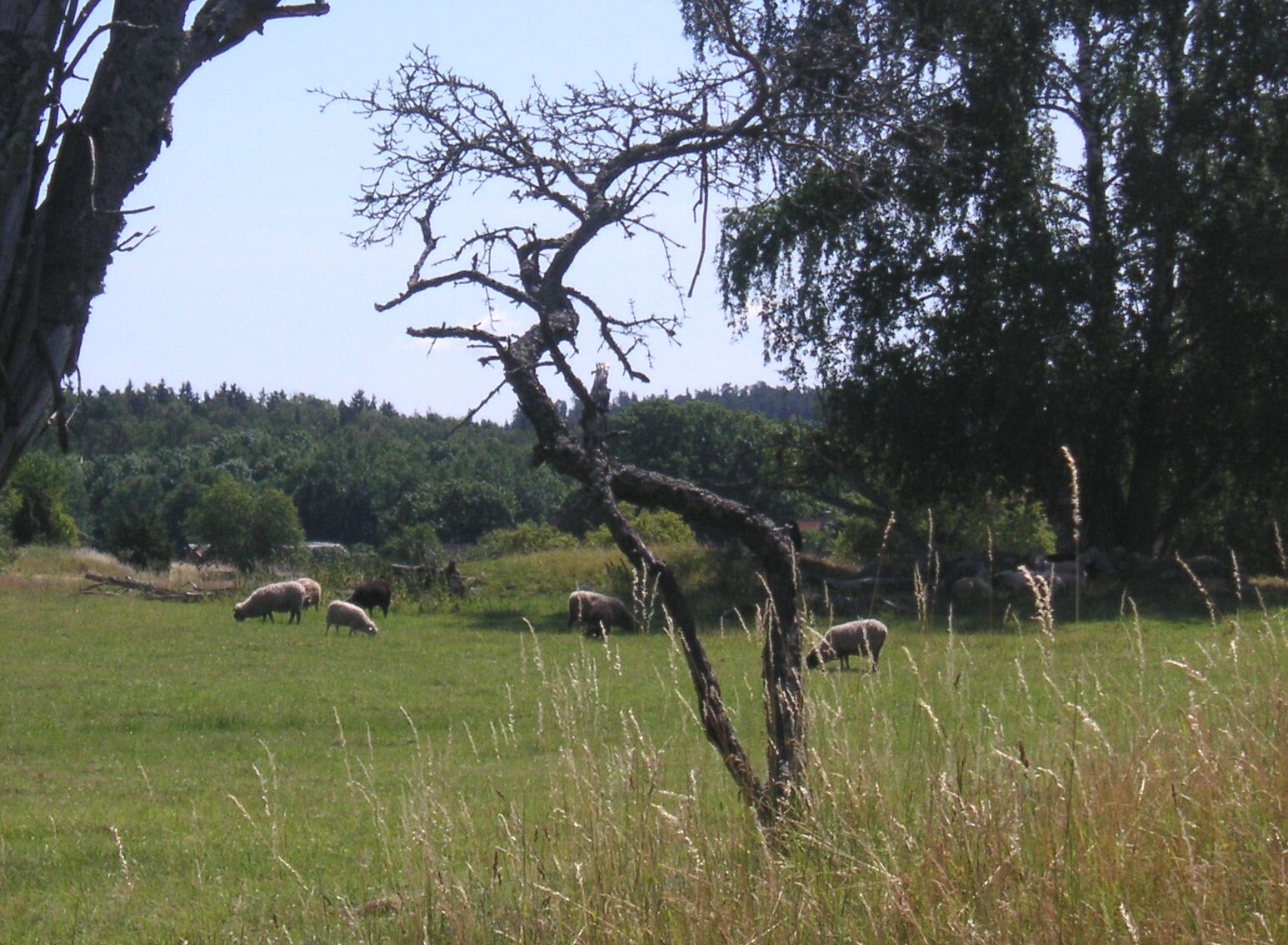
Die Kulturlandschaft auf Björkö
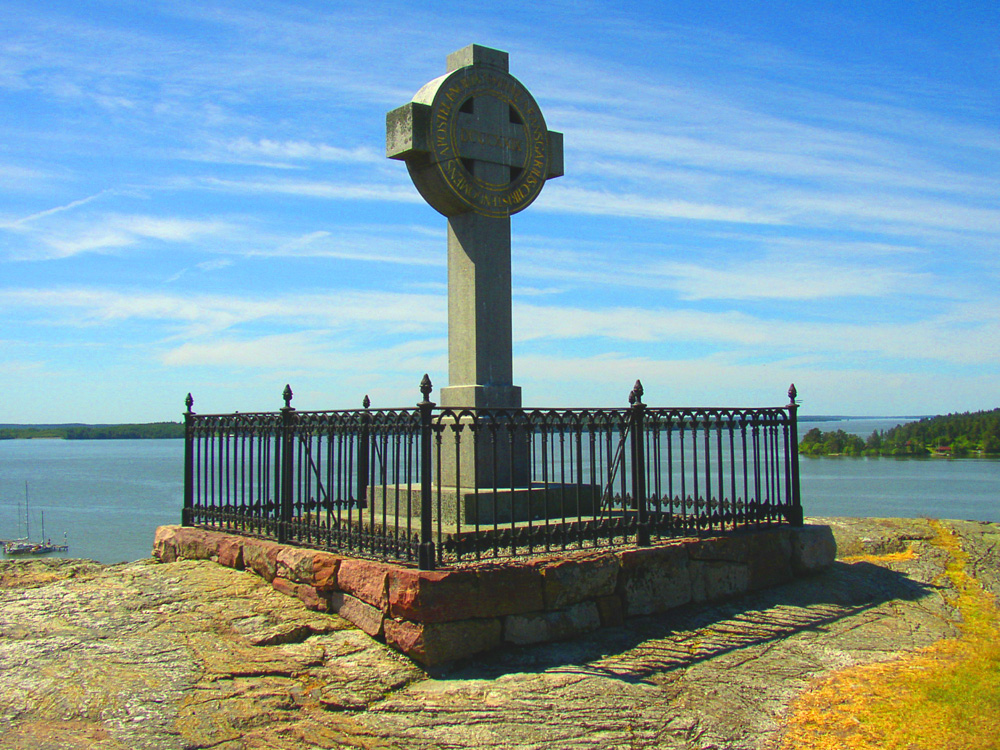
Ansgar-Kreuz
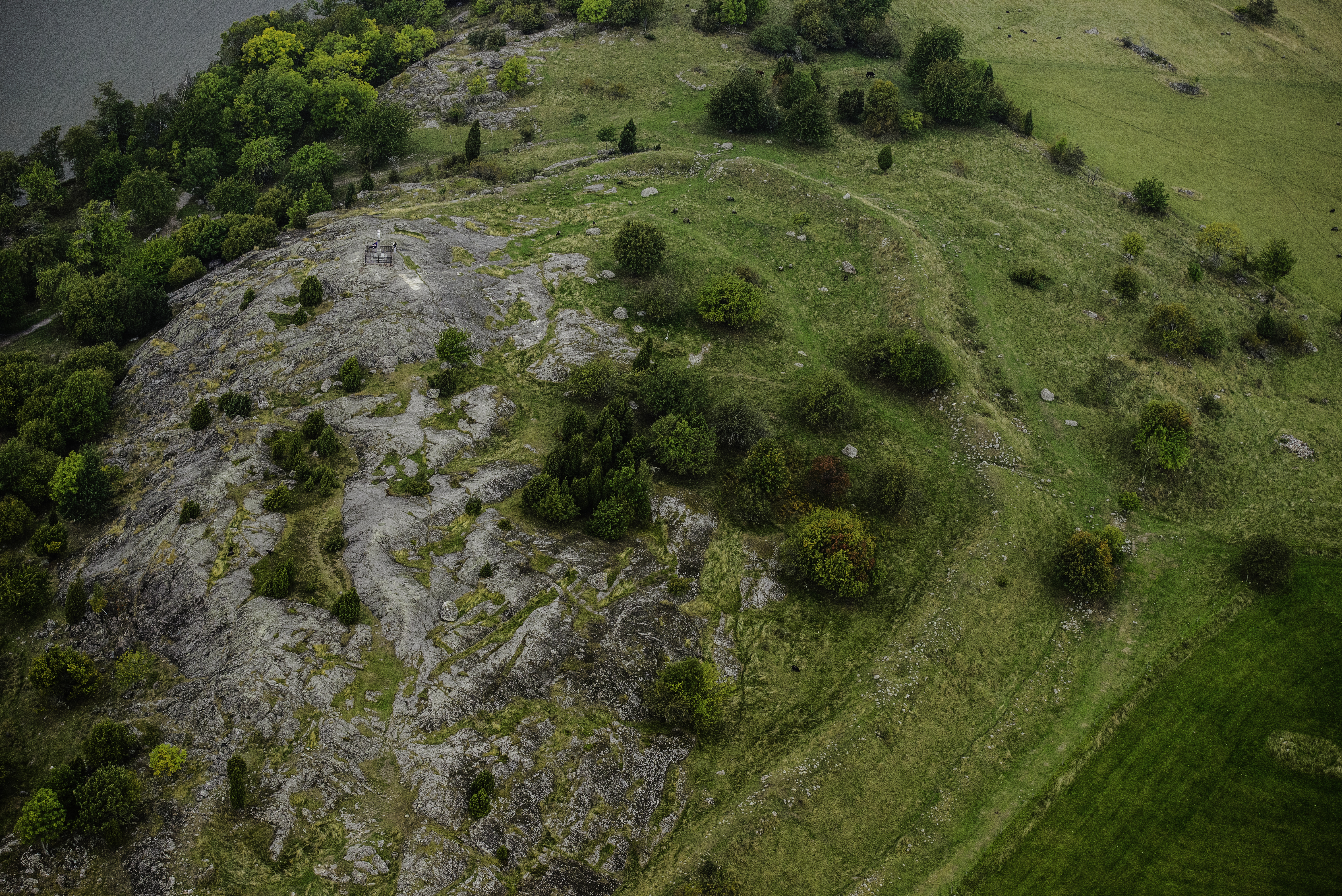
Die Fornborg